# Kusel
Pour l’article homonyme, voir Melchior Küsel.
Kusel est une ville de Rhénanie-Palatinat, capitale de l'arrondissement de Kusel.

## Jumelages
La ville de Kusel est jumelée avec :
- Zalaegerszeg (Hongrie) depuis octobre 1997
- Toucy (France) depuis 1972

## Personnalités de la commune

### Personnalités nées à Kusel
- Fritz Wunderlich (1930-1966), ténor allemand, chanteur de lieder, d'opéras et d'oratorios

### Personnalités liées à Kusel
- France Kermer (* 1945), artiste plasticienne française, enseignante en arts plastiques et auteure
- Wolfgang Kermer (* 1935), professeur d'histoire de l'art, recteur de la Staatliche Akademie der Bildenden Künste Stuttgart (1971–1984)